# Operation Mongoose
Operation Mongoose, auch bekannt als „Das kubanische Projekt“ (amer.: The Cuban Project), war der Deckname für eine Geheimoperation der CIA und anderer Teile der US-Regierung zwischen 1961 und 1965, die den Sturz der 1959 an die Macht gekommenen kubanischen Revolutionsregierung zum Ziel hatte.

## Geschichte

### Vorläufer
Bereits im März 1960 beauftragte US-Präsident Dwight D. Eisenhower die CIA mit der Beseitigung des revolutionären Regimes von Fidel Castro. Den Planungen wurde ein Budget von 13 Mio. US-Dollar zur Verfügung gestellt, um paramilitärische Kräfte und Aktionen in Form einer Guerilla zu unterstützen oder zu initiieren. Für die strategische Planung waren Richard Bissell und Richard Helms zuständig.
Im September 1960 nahm CIA-Direktor Allen Dulles mit zwei führenden Mobstern der amerikanischen Cosa Nostra (John Roselli und Sam Giancana) Kontakt auf, um Fidel Castro und andere führende kubanische Politiker vergiften zu lassen.

### Geburt von „Mongoose“

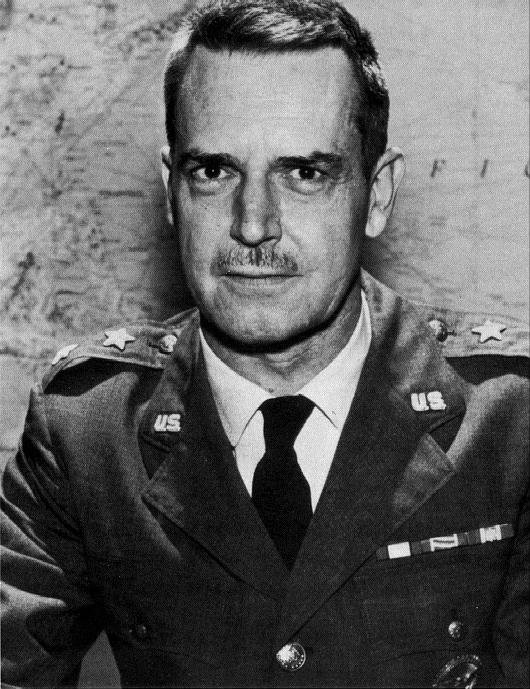
U.S. Air Force Major General Edward Lansdale, Leiter der Operation Mongoose

Nach der gescheiterten Landung in der Schweinebucht vom 17. April 1961 rief Präsident John F. Kennedy ein Komitee ins Leben, dessen Vorsitzender Robert F. Kennedy war und dem auch Dulles für die CIA angehörte, der später jedoch durch John McCone ersetzt wurde.
Weitere Mitglieder waren Alexis Johnson (Außenministerium), McGeorge Bundy (Nationaler Sicherheitsberater), Roswell Gilpatric (Verteidigungsministerium), General Lyman Lemnitzer (Joint Chiefs of Staff) und General Maxwell D. Taylor. Auch Außenminister Dean Rusk und Verteidigungsminister Robert McNamara waren zeitweise bei Sitzungen anwesend, auch wenn sie offiziell keine Mitglieder des Ausschusses waren. Ein weiterer regelmäßiger Teilnehmer war Richard Mervin Bissell als Delegationsleiter einer CIA-Gruppe.
Auf einer Sitzung dieses Ausschusses im Weißen Haus am 4. November 1961 wurde dann beschlossen, das geheime Programm zur Sabotage und Unterwanderung Kubas Operation Mongoose zu nennen. Justizminister Robert F. Kennedy übertrug die Leitung des Unternehmens an General Edward Lansdale, der auf den Philippinen und in Vietnam bereits Erfahrungen auf dem Gebiet der Guerillabekämpfung hatte sammeln können. William King Harvey wurde vom CIA als Leiter der Task Force W eingesetzt, die ihr Hauptquartier in Miami hatte und ein Jahresbudget von mehr als 50 Millionen US-Dollar zur Verfügung gestellt bekam. Harveys Auftrag war es, zahlreiche Aktivitäten zur Unterminierung von Castros Regierung zu entwickeln. Eine Zeit lang war die CIA-Filiale in Miami die weltweit größte.

### Pläne und Kubakrise
Am 12. März 1961 organisierte William Harvey ein Treffen mit Sam Giancana, Santo Trafficante, John Roselli und Robert Maheu im Fontainebleau Hotel, an dem auch Jim O’Connell von der CIA teilnahm. Auf dem Treffen überreichte O’Connell einige Giftpillen und 10.000 US-Dollar, die gegen Fidel Castro verwendet werden sollten. Laut Arthur M. Schlesinger erfuhr Robert Kennedy von diesen Mordplänen erst im Frühling 1962, als ihn die CIA in seiner Funktion als Attorney General bat, von einer strafrechtlichen Verfolgung Giancanas abzusehen. Giancana hatte nämlich mit Hilfe der CIA den Komiker Dan Rowan abhören lassen, den er im Verdacht hatte, eine Affäre mit seiner Geliebten Phyllis McGuire zu haben. Zum Problem wurde, dass die Polizei von Las Vegas die Wanzen aufgespürt hatte. Auch im Leitungsstab der Operation Mongoose seien die Pläne zur Ermordung Castros und die Kooperation von CIA mit amerikanischer Cosa Nostra nicht bekannt gewesen.
Es wurden über 30 Pläne entwickelt, die zumindest teilweise in der Regel von Exilkubanern von außerhalb der USA gelegenen Stützpunkten ausgeführt wurden. Geplante Operationen bestanden aus Militäraktionen, Sabotage und Propaganda. Pläne sahen unter anderem den Einsatz der Green Berets, die Zerstörung der kubanischen Zuckervorräte und die Verminung kubanischer Häfen vor. Dem geplanten Aufstand sollten gezielte Attentate auf führende kubanische Politiker vorausgehen. Als Propaganda sollte das skurrile Gerücht verbreitet werden, Jesus Christus würde nach dem Sturz der Kommunistischen Partei Kubas wiederkehren.
Die Palette der Mittel zur Ermordung von Fidel Castro reichte von Gift in Zigarren oder Essen über Haarausfall bewirkende Chemikalien oder LSD bis zu Schusswaffen oder Bomben. Dazu wurde auch dessen zeitweilige Geliebte Marita Lorenz von der CIA eingesetzt, die als Agentin mit einer Reihe von Exilkubanern wie Orlando Bosch bei CIA-Operationen zusammenarbeitete. Fabián Escalante, ehemaliger kubanischer Geheimdienstchef, der lange Zeit für Castros Sicherheit zuständig war, gab an, insgesamt 638 Attentate auf Fidel Castro gezählt zu haben. Die CIA selbst gab bisher acht eigene Mordversuche zu.
Meldungen über Waffenlieferungen der Sowjetunion an Kuba gaben dem Plan zusätzlichen Antrieb. Die Sowjetunion hatte seit April 1962 mit der „Operation Anadyr“ begonnen, Mittelstreckenraketen auf Kuba aufzustellen. Der Plan flog auf, da vorhandene Stationierungen entdeckt wurden, was zur Kubakrise führte. Unmittelbar nach der von Präsident Kennedy Ende Oktober 1962 als wichtige Bedingung für den sowjetischen Raketenabzug gegebenen Zusage, Kuba nicht militärisch anzugreifen, wurde die Operation Mongoose, zu der weit fortgeschrittene Pläne für eine Invasion durch US-Truppen gehörten, auf von der CIA geführte Geheimoperationen beschränkt.
Der von der CIA betriebene Aufwand von Mensch und Material für „Mongoose“ war beträchtlich. In der CIA-Zentrale selbst wurde eine Einsatzgruppe von insgesamt 400 Personen zusammengestellt, die direkt dem Sonderstab der Leitung von Operation „Mongoose“ unterstand. Als vorgeschobene logistische Operationsbasis diente die näher an Kuba gelegene CIA-Station in Miami unter der Code-Bezeichnung JMWAVE. JMWAVE konnte in seiner aktivsten Zeit zwischen 1962 und 1964 über ein geschätztes Jahresbudget von 50 Millionen US-Dollar verfügen.

### Ende und Folgen
Im April 1964 gab Präsident Lyndon B. Johnson das Ziel auf, Fidel Castro zu eliminieren. Im März 1965 wurde die finanzielle Unterstützung für die von Manuel Artime angeführte bewaffnete Gruppe beendet, bis Juni kamen die letzten von der US-Regierung geförderten Geheimaktionen und damit die Operation Mongoose zu ihrem Ende.
Bis heute besteht ein ab 2009 gelockertes Wirtschaftsembargo gegen Kuba und die Beziehungen beider Länder waren bis im November 2014 eingefroren. Ende Juni 2015 einigten sich beide Staaten auf die Wiederaufnahme offizieller diplomatischer Beziehungen (→ Beziehungen zwischen Kuba und den Vereinigten Staaten).
Fakten der „Operation Mongoose“ dienen bis heute als Hintergrund bei einigen Verschwörungstheorien über das Attentat auf John F. Kennedy vom 22. November 1963.